# Pokrywy (entomologia)

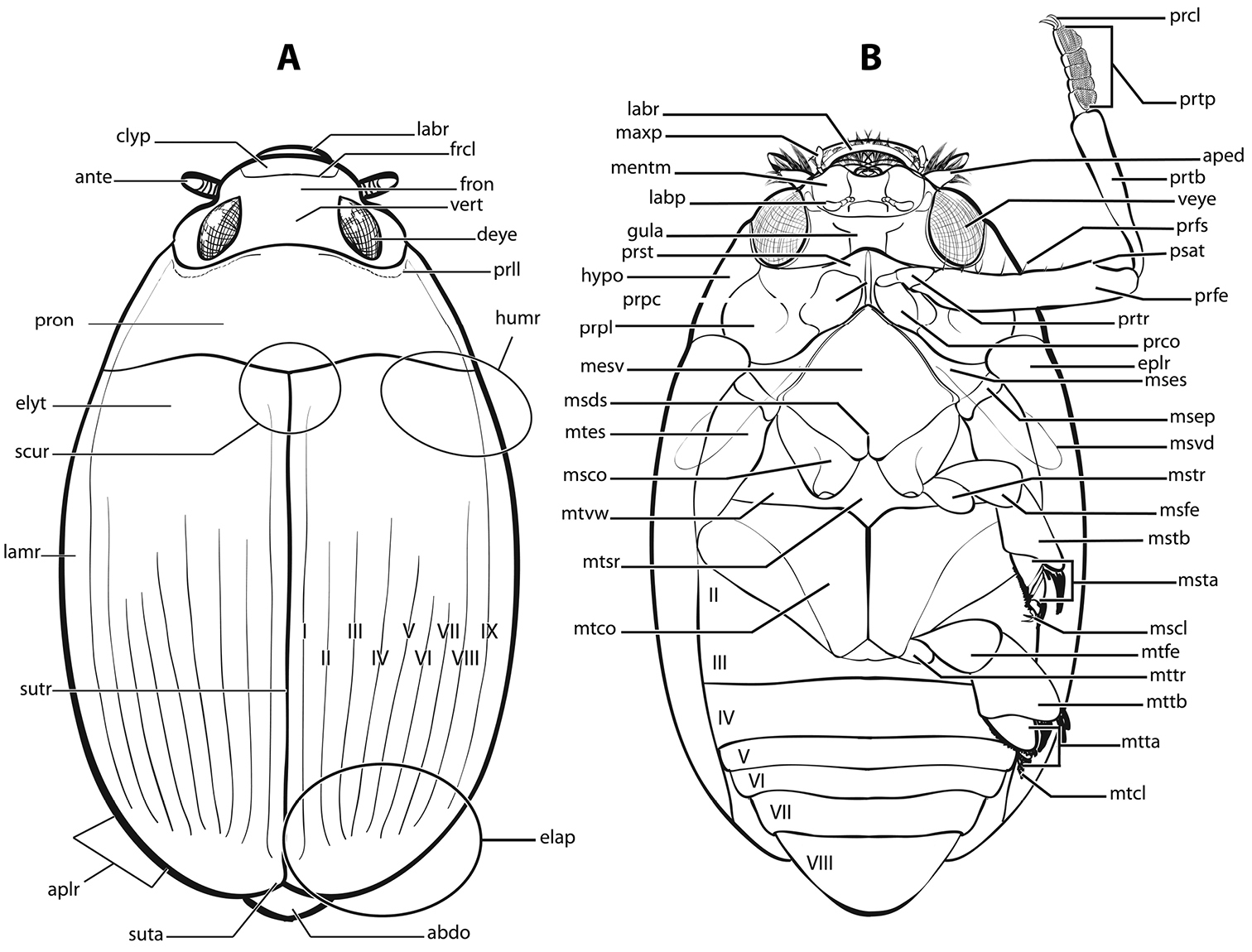
Budowa Dineustus z krętakowatych: liczby rzymskie I–IX oznaczają kolejne rzędy pokryw, scur: część tarczkowa pokryw, hum: barki pokrywy, sutr: szew pokryw, lamr: boczne wgłębienie, elap: wierzchołek pokrywy, aplr: kąt wierzchołkowo-boczny pokrywy, suta: kąt przyszwowy pokrywy, eplr: epipleura pokrywy

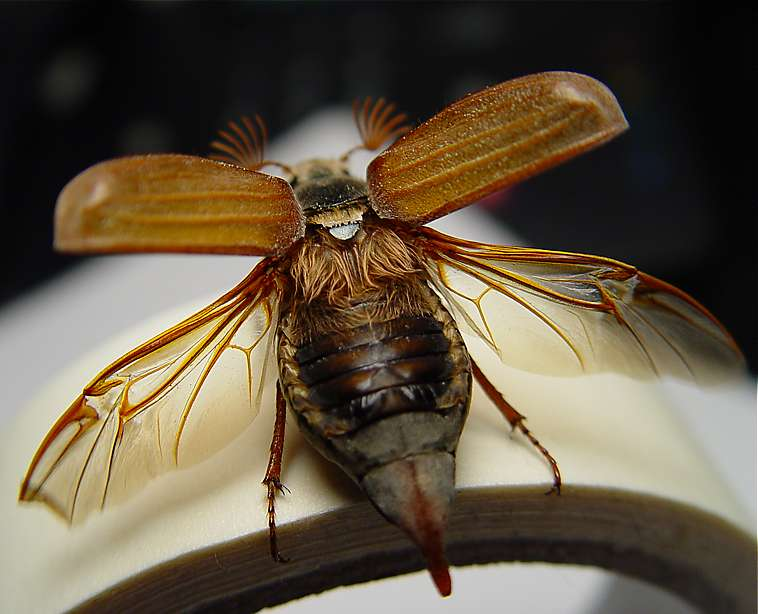
Dorosły osobnik chrabąszcza majowego. Widoczne uniesione pokrywy skrzydłowe, a pod nimi błoniaste skrzydła lotne.

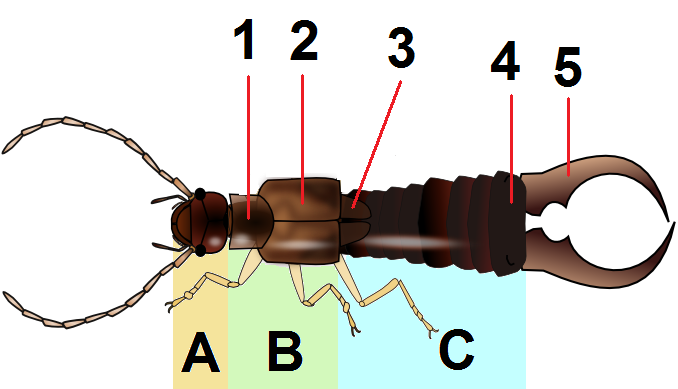
Budowa skorka. Pokrywa oznaczona cyfrą 2

Budowa prostoskrzydłego. Pokrywa oznaczona liczbą 12

Pokrywy, okrywy, elytry (łac. elytrae, l. poj. elytron) – pierwsza para skrzydeł u owadów, zmieniona i stwardniała, zwykle przeznaczona do ochrony drugiej błoniastej pary służącej do latania.

## Chrząszcze
Pokrywy chrząszczy powstały poprzez zagęszczenie siatki użyłkowania przednich skrzydeł i wypełnienie jej oczek sklerotyną. Każda z nich zawiera 6 pni tchawkowych, odpowiadających sześciu głównym żyłkom podłużnym. Są rozmaicie urzeźbione, jednak wyjściowo każda z pokryw miała 10 rzędów punktów (rowków, striae), a nawet gdy są one całkiem zanikłe, często pozostają między warstwami oskórka odpowiadające im beleczki (trabeculae). Ponadto w pobliżu tarczki występować może skrócony rządek przytarczkowy (striola scutellaris). Przestrzenie między rządkami określa się jako międzyrzędy lub zagoniki (interstriae). Rzędy i międzyrzędy numeruje się od styku obu pokryw zwanego szwem pokryw (sutura elytri) w kierunku zewnętrznym. Część środkową pokryw nazywa się dyskiem (discus elytrorum). Zewnętrzna (kostalna) krawędź pokryw podgięta jest zwykle na spód, tworząc epipleurę pokrywy. U gatunków dobrze latających części nasadowo-boczne pokryw są wysklepione, tworząc guzy barkowe.
Pokrywy pełnią u chrząszczy funkcję ochronną. U wszystkich, z wyjątkiem kruszczycowatych, w trakcie lotu są rozkładane, pełniąc funkcje stabilizacyjne lub nośne.

## Pozostałe owady
W innych rzędach owadów pokrywy, nazywane tu także tegminami, powstały bez większych zmian użyłkowania, przez równomierne zgrubienie i sklerotyzację błony. U prostoskrzydłych pokrywy są skórzaste i u większości nakrywają w całości tylne skrzydła, choć u wielu świerszczowatych i turkuciowatych są od nich o ponad połowę krótsze. U straszyków pokrywy są skórzaste i krótsze niż skrzydła tylne. U skorków pokrywy są skórzaste, skrócone i pozbawione żyłek, a skrzydła tylne mieszczą się pod nimi poprzez wachlarzowate i poprzeczne ich złożenie. U karaczanów przedni brzeg skórzastej pokrywy tworzy żyłka kostalna, a tylna żyłka kubitalna wygięta jest łukowato, oddzielając pole analne. Dla modliszek charakterystyczne jest, że jedna pokrywa przykrywa prawie całkiem drugą, pozostawiając odkrytym tylko małe pole u nasady.